# 映画 スマイルプリキュア! 絵本の中はみんなチグハグ!
『映画 スマイルプリキュア! 絵本の中はみんなチグハグ!』（えいが スマイルプリキュア! えほんのなかはみんなチグハグ!）は、2012年10月27日公開の『スマイルプリキュア!』の劇場アニメ映画。
キャッチコピーは「大好きな絵本の世界へ、レッツゴー!」、「みんなの笑顔で奇跡をおこせ!!」。

## 概要
プリキュアシリーズ映画作品の第13弾 であり『スマイルプリキュア!』の単独映画作品。今回の作品では絵本の世界を舞台とし、その住人である少女ニコに導かれて絵本の世界にやってきたみゆきたちの物語を描く。
プリキュアたちの映画で着るお伽話の衣装は、本来少年のコスチュームであるものがあるため、それらに関してはリボンを付けることで少女らしさを出すことを目指している。
ゲスト声優として、本作品のオリジナルキャクターであるニコ役にはシリーズ初参加となる林原めぐみを起用。監督の黒田はそのキャスティングを聞いて「絶対に合う」と確信しており、演じ手である林原とともにニコのキャラクターを構築していったという。このほか、敵役の魔王にはてらそままさきが起用されている。
本作でも鑑賞者参加型のシステムは継続され、今回は「ミラクルつばさライト」というミラクルライトが中学生以下の子供に配布される。そしてシリーズ映画恒例の「プロローグでの『ミラクルライト』の使用説明」は、本作では変身前のプリキュア5人とキャンディで行われる。さらにシリーズ前作『映画 スイートプリキュア♪ とりもどせ! 心がつなぐ奇跡のメロディ♪』同様、エンディングではCGダンスが盛り込まれ、その解説も行われた。
上映の最後に次作映画『映画 プリキュアオールスターズNewStage2 こころのともだち』の特報が流れ、2013年3月16日に公開する予定であることが発表された。
全国172スクリーンの公開ながら2012年10月27、28日の初日2日間で17万3,283人を動員し、興行収入は1億9,279万2,900円を記録、興行通信社調べの興行成績ランキングでシリーズ13作目にして初となる、ランキング1位（初登場）となった。メインターゲットの3歳から10歳の女児とその家族を中心に、かつてのシリーズを見ていた女児やアニメファンが詰めかけているという。また、11月25日までに観客動員数が71万を超え、24日までの時点でシリーズ累計観客動員1,000万人を突破している。

## ストーリー
幼少期のみゆきは、図書館の処分本コーナーで1冊の絵本を見つけた。家に帰ったみゆきはその絵本が途中で破れてしまっていることに気づき、「いつか必ず自分が続きを描く」と決意する。
時は流れ、「世界の絵本大博覧会」にやってきたみゆき達5人とキャンディは、そこの映画館でスクリーンから飛び出してきた不思議な少女と出会う。
妖怪たちに追われていた少女ニコを助けたみゆき達に、彼女は絵本の世界からやってきたと告げる。助けてもらったお礼として、ニコはみゆきたちを連れて絵本の世界にやってくる。そこで様々な絵本の主役になれると聞いて、みゆき達はそれぞれ主人公になってあちこちの世界へと送られた。
物語の主人公として動いていたみゆき達だが、違う絵本の主人公達が現れて話がメチャクチャになり、さらに黒い影に包まれた瞬間、彼等はみゆきたちに襲いかかってきた。
全ては、自分のことを忘れたみゆきを恨むニコと、絵本の最後で彼女を捕えた魔王の仕業だった。ニコは、かつてみゆきに教えた笑顔も否定し、魔王の望むハッピーエンドもバッドエンドも存在しない、永遠に終わらない世界を作ろうとしていた。
みゆきたちは絵本のハッピーエンドを取り戻すため、そしてニコに心から謝るために、魔王の城へと向かう。ニコはみゆきの本心に触れたことで怒りは少しずつ解けていくが、魔王はニコを捕え、さらに巨大な姿を現す。
魔王の強大な力にはプリキュアの必殺技も通用しなかったが、ニコのみゆきに対する本当の想いから絵本の破れたページが再生、ミラクルつばさライトが現れる。ニコが世界に呼び掛け、皆が点けたミラクルつばさライトから笑顔のパワーを得たキュアハッピーはウルトラキュアハッピーへと変化し、魔王との決戦に挑む。
ウルトラキュアハッピーはプリキュアとキャンディの協力を得て魔王を浄化し、彼を元の小さな姿に戻した。みゆきとニコ、そして魔王は和解し、絵本の世界に平和が戻った。ニコはページが再生した絵本をみゆきに見せ、絵本の続きを自分たちが作っていくと決意した。

## 登場人物

### 本編からの登場人物
ポップ・プリキュアたちの家族・七色ヶ丘中学校の関連者・バッドエンド王国の関連者 は本作には登場しない。
星空 みゆき（ほしぞら みゆき）/ キュアハッピー/ ウルトラキュアハッピー
声 - 福圓美里
冒頭では引っこみ思案だった幼少期が明かされ、1人寂しく遊んでいた際にニコの絵本に出会い、その絵本を読んでいくうちに笑顔になり、その影響で友だちができていく。
ニコの絵本の続きのページが破られていたことから、ニコに絵本の続きを描くと約束するが、うまくいかず次第に忘れていく。
物語序盤ではニコと出会って「絵本の世界」に招待され、そこではシンデレラになって楽しむ。
物語中盤ではニコのことを思いだして、かつての約束を忘れたことを弁解するが、ニコに「大嫌い」と言われたことで落ちこむ。それでもニコに謝罪し、彼女に笑顔の大切さを教えてくれたことに感謝する。
物語終盤では魔王に笑顔の大切さを主張するが、魔王の強力な攻撃からニコをかばったために息絶える。だが、みんなの「ミラクルライト」の応援で復活をして、「ウルトラキュアハッピー」としてパワーアップする。
最終的には魔王を笑顔で包みこみ、彼を笑顔にあふれた世界にうけ入れて抱きしめる。そのあとはニコから「大好き」と言われて笑顔になった。
日野 あかね（ひの あかね）/ キュアサニー
声 - 田野アサミ
物語序盤では「絵本の世界」に招待された際に、「小さくても勇気がある」という理由で一寸法師になり、一寸法師の姫のところへ向かう。
ニコに嫌われて落ち込むみゆきを励まして、彼女を立ち直らせる友情をみせる。
物語中盤では操られた一寸法師と戦闘になり、はじめは苦戦したうえにニコから「みゆきを恨め」と言われるが、「大好きなみゆきを恨めない」と反論して立ちなおり、一寸法師の洗脳を解く。
物語終盤では魔王に「楽しいときは笑いたい」と笑顔の大切さを教える。
黄瀬 やよい（きせ やよい）/ キュアピース
声 - 金元寿子
物語序盤では「絵本の世界」に招待された際に、「金斗雲に乗りたい」という理由から孫悟空になり、孫悟空の仲間たちを探しにいく。
物語中盤では操られた孫悟空たちと戦闘になり、はじめは彼らの攻撃をうける一方だったが、「みゆきが大好き」という気持ちで立ちなおり、小鎚を使役して彼らを戦闘不能にして洗脳を解く。
物語終盤では魔王に「誰かの笑顔のために頑張れる」と笑顔の大切さを教える。
緑川 なお（みどりかわ なお）/ キュアマーチ
声 - 井上麻里奈
物語序盤では「絵本の世界」に招待された際に、「竜宮城でごちそうを食べたい」という理由から浦島太郎になり、いじめられていたカメを助けて竜宮城へと案内される。
物語中盤では操られた浦島太郎たちと戦闘になり、はじめは彼らの攻撃に苦戦するが、「みゆきの笑顔は好き」として立ちなおって浦島太郎たちの洗脳を解く。
物語終盤では魔王に「笑顔に勇気をもらう」と笑顔の大切さを教える。
虫嫌いは健在。
青木 れいか（あおき れいか）/ キュアビューティ
声 - 西村ちなみ
物語序盤では「絵本の世界」に招待された際に、「正義のヒーロー」という理由から桃太郎になり、鬼ヶ島に向かう。
物語中盤では操られた桃太郎と戦闘になり、はじめは腹を蹴られたりするが、「みゆきの笑顔は元気になる」として立ちなおって桃太郎の洗脳を解く。
物語終盤では魔王に「笑顔は自分自身の励ましになる」と笑顔の大切さを教える。
キャンディ
声 - 大谷育江
みゆきとともにシンデレラの世界に行き、いっしょに掃除させられている。真相があかされたあとは牛魔王たちと行動していた。
OPではキャンディそっくりの着ぐるみが登場して、自身は大喜びしていた。

### 絵本の世界
海上に浮かぶ島国で、さまざまな絵本の登場キャラクターたちが住んでいる。
たくさんの絵本がモチーフにされており、『シンデレラ』『一寸法師』『西遊記』『浦島太郎』『桃太郎』『赤頭巾』『三匹の子豚』『人魚姫』などが登場している。
ニコ
声 - 林原めぐみ
「絵本の世界」に住んでいる少女。翼形をした白銀色の髪が特徴。一人称は「わたし」。
黒色を基調としたゴシックロリータのドレスを着用しており、紫色のタイツを履いている。また、絵本を携帯している。
正体は、みゆきが幼いころ読んでいた絵本の登場人物。魔王に捕らわれたところで絵本の続きのページが破り捨てられており、みゆきに「絵本の続きをつくる」と約束されていたが、みゆきがその約束を忘れたために彼女を恨むようになる。
憎しみを抱いて以降は、魔王と協力関係となったことで笑顔が嫌いになり、とくにみゆきの笑顔を嫌う。
プリキュアたちを誘き寄せるため、人間界で金角と銀角に追われるという自演であらわれて、みゆきたちに助けを求めると同時に、絵本の世界に招待する。そのあと、洗脳させた「絵本の主人公たち」にプリキュアを襲わせる。
物語中盤では約束を思いだしたみゆきの謝罪を聞き、「仲よくなるには笑顔がいちばん」と教えたことに感謝されたことで改心する。しかし、魔王によって檻の中に閉じ込められるが、そのあとは牛魔王たちに助けられ、「だれの笑顔も奪いたくない」として魔王と決別する。
物語終盤ではみゆきに対する本心もみせるようになり、魔王の悪事を止めようとする。最終的には改心した魔王とともに笑顔をみせた。

#### 絵本の主人公たち
みゆきたちが絵本の主人公として登場したために自分たちの立場を失ったうえ、ニコと魔王の力によって悪人と化してニコの配下となり、プリキュアたちに怒りをぶつけて襲いかかる。
いずれも最終的に、プリキュアたちの活躍によってニコの力から解放され、元の性格に戻った。
桃太郎（ももたろう）
声 - 阿部敦
『桃太郎』に登場する主人公。正義感が強い美青年。
シンデレラになったみゆきの前にあらわれ、シンデレラ世界の城を鬼ヶ島と勘ちがいして、カボチャを携えみゆきを鬼退治に誘う。
吉備団子をなぜかコンビニエンスストアのレジ袋に入れて持ち歩いている。
悪人となったあとは、予定が狂った原因をみゆきだと思い込まされて襲う。
最終決戦ではキュアビューティと戦い、その剣さばきで一時は優位になるも、その剣を氷づけ破壊されて敗北する。
シンデレラ
声 - 日笠陽子
『シンデレラ』に登場する主人公。桃色のドレスを着た美少女。一人称は「わたし」。
一寸法師世界の姫の屋敷にあらわれ、巨大な姿となったことで王子に会えないと悲しんでいるところを、一寸法師になったあかねに心配される。
悪人となったあとは、あかねが自分を巨大化させた犯人と誤認させられ、ドレスが黒色に変化したうえに巨大化して襲う。
最終的には「打ち出の小槌」で元の大きさに戻ったと同時に影が離れ、ほかの主人公たちよりいち早く元の姿に戻った。
一寸法師（いっすんぼうし）
声 - 吉田小南美
『一寸法師』に登場する主人公。小さい姿をしている。一人称は「まろ」で、語尾は「でおちゃる」。
針を使った攻撃をする。
桃太郎世界の鬼ヶ島で孫悟空になったやよいに会い、落盤に遭遇した彼女のピンチを助ける。そのあと宝箱の「小槌」により人間サイズへと大きくなり、姫を助けだそうと、やよいと行動をともにする。
悪人となったあとは、やよいが姫をさらった犯人と誤解して襲い、最終決戦ではキュアサニーと戦い、小槌を使って攻撃していた。
チーム西遊記（チームさいゆうき）
『西遊記』に登場する以下の3人が結成しているチーム。
浦島太郎世界の竜宮城を天竺と勘ちがいして、食事をすませていたところで浦島太郎になったなおに会う。
悪人となったあとは3人ともなおを襲い、最終決戦ではキュアピースと戦う。 
孫悟空（そんごくう）
声 - 小林由美子
『西遊記』に登場する主人公。サルの姿をしている。
猪八戒（ちょはっかい）
声 - 渡辺英雄
孫悟空の仲間のひとり。金髪を生やしたブタの姿をしている。
沙悟浄（さごじょう）
声 - 吉開清人
孫悟空の仲間のひとり。細身のカッパの姿をしている。

浦島太郎（うらしまたろう）
声 - こぶしのぶゆき
『浦島太郎』に登場する主人公。太った外見をしており、力士のような口調が特徴。
桃太郎になったれいかの前にあらわれ、助けたカメにお礼としてもらった「竜宮団子」を桃太郎世界のサル（声 - 神田みか）、イヌ（声 - 東山奈央）、キジ（声 - 高橋里枝）に与えて配下にする。
悪人となったあとはキュアマーチと戦いになり、イヌ、サル、キジに指示を出して攻撃をさせるが、自身はあまり戦闘に参加せず休んでいることが多かった。イヌ、サル、キジは球状に変化し、それぞれが自由自在に攻撃し、キュアマーチを圧倒した。

#### 絵本の悪役たち
魔王に支配された絵本の主人公たちの暴走や物語が停止されたことで、出番がなくなったことに反発して、プリキュアたちの味方をする。
金角（きんかく）、銀角（ぎんかく）
声 - 陶山章央（金角）、川津泰彦（銀角）
『西遊記』に登場する悪役のふたり。太った外見をしている。「紅葫蘆」を駆使して相手を吸い込もうとする。
ニコと魔王の力に支配されて、絵本の世界にきたニコやプリキュアたちを襲う。
牛魔王（ぎゅうまおう）
声 - 安元洋貴
『西遊記』に登場する悪役。一人称は「オレ」。キャンディから「ウシさん」呼ばわりされると機嫌を悪くする。
悪人と化した絵本の主人公たちに正気に戻るよう説得したあとは、魔王にさらわれたニコを助けだそうと名のりだし、落ちこんでいるニコを勇気づけた。
鬼（おに）
声 - 乃村健次（一寸法師の鬼）、大畑伸太郎（桃太郎の鬼）
『桃太郎』と『一寸法師』に登場する悪役である鬼たち。
桃太郎世界の鬼は緑色の体をしており、一人称は「おいら」で、語尾は「でガンス」。キュアハッピーとともに悪人になった桃太郎に挑む。
一寸法師世界の鬼は青色をしており、一回り大きな身長をしている。一人称は「わい」「おれ」と安定しない。キュアピースとともに、悪人になった一寸法師に挑む。

### 本作の敵
魔王（まおう）
声 - てらそままさき
ニコが登場する絵本の悪役で、本作における事件の黒幕。一人称は「オレ」。
ふだんはニコの影に潜んでいるが、たたかう際には複数の尻尾が生えた漆黒の巨大なドラゴンの姿をみせる。しかし、本来の姿は小さい。
笑顔を極端に嫌っており、すべての絵本の物語をハッピーエンドもバッドエンドもない「終わりない世界」にし、憎しみや絶望の力で支配しようと企む。
正体はニコが登場する絵本の悪役であり、ニコを城に閉じ込めるという役柄だった。
みゆきに約束を忘れられて落ち込んでいたニコを唆して仲間にし、彼女とともに理想の世界をめざすようになる。そのため、ニコには「みゆきを憎め」と強要している。
口から巨大な破壊エネルギーを発生させることが可能。また、プリキュアの必殺技「プリキュア・ロイヤルレインボーバースト」が通用しない強さをもつ。
物語中盤では、ニコがみゆきによって改心されたことでプリキュアたちの前に姿をあらわす。素直な気持ちをみせるようになったニコに憤慨し、必要がなくなったニコも襲うようになる。
物語終盤ではすべての世界を滅ぼそうとするが、ウルトラキュアハッピーによって大きな羽に包まれた中に包まれ、「笑顔のあふれる世界には、あなたも必要」と諭されたことで憎しみの力が消滅して本来の小さい姿に戻り、最後はニコたちと和解した。

## ウルトラキュアハッピー
プリンセスハッピーが更なるパワーアップを果たした姿。変身時の決め台詞は「笑顔で包む、愛の光」。通常のパフに羽のような飾りがついた特別なものを使用して変身する。プリンセスフォームに似た服装に織姫の様なデザインが加わり、背中には天使を思わせる純白の翼が現れている。また、左右のブーツは非対称なデザインとなっている。
特別な必殺技などは使用していないが、魔王の攻撃に対し、エネルギーを放つことで相殺したり、着地した途端に絵本の世界一面に花を咲かせている。
なおTV版の第47・48（最終回）話でも、「ウルトラハッピー」という、本作と似たフォームが登場する。

## 作品用語
市立風ヶ丘図書館
5歳当時のみゆきが住んでいた町に存在する図書館。ここで整理されていた、ニコが主人公の絵本をみゆきが入手した事から、この物語は始まる。
世界の絵本博覧会
みゆき達が行ったイベント。世界中の絵本が集められており、更に会場では、絵本イラストの展示会、自分で絵本を製作するコーナー、童話をイメージしたアトラクション、映画館などが揃っている。また、絵本作家のサイン会やトークショーも行われている。
ミラクルつばさライト
本作で登場する「ミラクルライト」。先端に「ニコの絵本」の表紙に描かれていた「翼」状の蛍光部が付けられている。魔王との大決戦の最中、プリキュアを助けたいニコの叫びに反応し、「ニコの絵本」からキャンディや、「絵本の世界」の住人の手に転送され、皆がライトを振った事で、プリンセスハッピーはウルトラキュアハッピーに変身する能力を得た。

## スタッフ
- 製作 - 高木勝裕、白倉伸一郎、山本晋也、古澤圭亮、和田修治、許田周一、木下直哉
- 企画 - 梅澤淳稔、長谷川昌也、松下洋幸
- 原作 - 東堂いづみ
- 連載 - 講談社「なかよし」
- キャラクターデザイン - 川村敏江、小松こずえ
- 美術監督 - 佐藤千恵
- 美術設定 - 増田竜太郎
- カラーコーディネイト - 秋元由紀
- 撮影監督 - 高橋賢司
- 編集 - 麻生芳弘
- 音響効果 - 石野貴久
- 音楽 - 高梨康治
- 音楽プロデューサー - 栗山大輔、加藤明代、鎌田佳代子
- 音楽制作 - 株式会社マーベラスAQL
- 製作担当 - 額賀康彦
- アニメーション制作 - 東映アニメーション
- 脚本 - 米村正二
- 絵コンテ - 黒田成美、佐々木憲世、大塚隆史
- 演出 - 黒田成美
- 作画監督 - 小松こずえ
- 監督 - 黒田成美
- 製作 - 映画 スマイルプリキュア! 製作委員会（東映アニメーション、東映、バンダイ、アサツー ディ・ケイ、ABC、マーベラスAQL、木下工務店）

## 主題歌
オープニングテーマ「Let's go! スマイルプリキュア!」
作詞：六ツ見純代 作曲：高取ヒデアキ 編曲：籠島裕昌 歌：池田彩
オープニング映像の一部は、TV版第36話のオープニング（映画予告用の特別版）にも流用された。また､映画OPにおけるみゆき達の行動は､本編前期OPのそれを彷彿させる内容となっている。
エンディングテーマ「満開＊スマイル!」
作詞：六ツ見純代 作曲：高取ヒデアキ 編曲：籠島裕昌 歌：吉田仁美
「きみという未来」の後で流れ、CGダンス用として使用されたため、テロップは一切無い。映像はTV版のキュアハッピーバージョンを使用。
映画テーマソング「きみという未来」
作詞：六ツ見純代 作・編曲：高梨康治 歌：Remi

## 関連商品
- CD「「映画 スマイルプリキュア! 絵本の中はみんなチグハグ!」テーマソング『きみという未来／（c/w）スマイルプリキュア！メドレー』」（マーベラスAQL/ソニー・ミュージックディストリビューション、2012年10月24日発売、MJSS-09092）
- 音楽CD『映画 スマイルプリキュア! 絵本の中はみんなチグハグ! オリジナル・サウンドトラック』（マーベラスAQL/ソニー・ミュージックディストリビューション、2012年10月24日発売、MJSA-01058）
- DVD/BD『映画 スマイルプリキュア! 絵本の中はみんなチグハグ!』（マーベラスAQL/TCエンタテインメント、2013年3月20日発売）
  - DVD特装版（TCED-1726）/DVD通常版（TCED-1727）/Blu-ray特装版（TCBD-0222）
  - 特装版は、映像特典として動画メニュー、舞台挨拶、テレビスポット、予告集、ノンテロップオープニング・エンディング、ピクチャーコレクションを収録、特製ミニノートとリーフレットを同梱、カラーケース・ピクチャーレーベル仕様。
- アニメコミック『映画 スマイルプリキュア! 絵本の中はみんなチグハグ! アニメコミック』（ポストメディア編集部・編、一迅社、2013年1月29日発行、ISBN 978-4-7580-1301-7）
  - 本編のフィルムを漫画化したフィルムコミック。OP・EDは元より、冒頭の「ミラクルライト」の使用解説や、ラストのダンスシーン&解説も収録されていない。
- 絵本「おともだちスーパーワイド百科 スマイルプリキュア! 名作えほん」（講談社、2012年9月5日発行）
  - 本作で取り上げた5つの作品[注 3] を、それぞれが関わったプリキュアで絵本化。本作の様な展開にはならず、原作通りの筋書きになっている。また「いっすんぼうし」と「ももたろう」では、一寸法師と桃太郎は生まれた時からあかねやれいかと同じ髪型になっている。

## コラボレーション
- スマートファンアプリ『タッチ!うごく うたえほん+』とタイアップし、2012年8月から11月30日まで映画に関連したアプリを無料配信[8]。

## ネット配信
- YouTube「プリキュア公式YouTubeチャンネル」：2020年4月17日18時 - 同年4月24日17時59分（『NewStage2』・『映画ドキドキ』と共に）